# Thurman Green
Thurman Alexander Green II (Longview, 12 augustus 1940 - Los Angeles, 19 juni 1997) was een Amerikaanse jazztrombonist, componist en arrangeur.

## Biografie
Green leerde trombone spelen op de Junior Highschool en verhuisde in 1958 voor een studie naar Los Angeles aan het Compton College. Van 1961 tot 1965 speelde hij als tijdelijk soldaat in een band van de zeemacht. In 1962 bezocht hij de Navy School of Music in Washington D.C., waar hij Hamiet Bluiett ontmoette. Daarna keerde hij terug naar Los Angeles, waar hij als studiomuzikant deelnam aan talrijke muziekopnamen (onder andere bij Benny Golson en Gene Harris) en filmsoundtracks. In 1981 kreeg hij een compositiebeurs van het National Endowment for the Arts. Na het verwerven van de Bachelor of Arts aan de California State University at Dominguiez Hills voltooide hij in 1986 zijn muziekstudie met een Master of Arts in compositie. De daarbij gecomponeerde symfonie voerde hij uit met een filharmonisch orkest.
In 1987 ging hij op een Europese tournee met Mercer Ellington. Vervolgens concerteerde hij met Benny Carter in 1988/1989 en in 1991 in Japan. Tijdens de jaren 1990 werkte hij bovendien in de bands van Gerald Wilson, Louie Bellson, de Clayton-Hamilton Bigband, bij Bill Berry/Frank Capp en Horace Tapscott. In 1991 was hij ensemblespeler bij het Miles Davis-album Dingo. Tussen 1988 en 1992 was hij met Buster Cooper co-leader van een kwintet, waarmee hij in 1987 te gast was tijdens het Monterey Jazz Festival. In 1989 verscheen zijn trioalbum Cross Current.
In 1994 volgde het album Dance of the Night Creatures bij Mapleshade Records, waaraan onder onder Hamiet Bluiett, John Hicks en Walter Booker meewerkten. In 1995 formeerde hij met de bevriende Maurice Spears, Garnett Brown en George Bohanon de formatie BoneSoir. Na zijn plotselinge overlijden in 1997 na een Europese tournee werd door Phil Ranelin en verdere collega's het Thurman Green Scholarship Festival in het leven geroepen.
Greens compositorisch werk strekte zich uit van jazz tot klassieke muziek. Tot zijn bekendste jazzcomposities behoren Cross Current, One for Lately en Dance of the Night Creatures. Scott Yanow benadrukte het muzikale spectrum van Green, dat zich uitstrekte van bigbandmuziek tot freejazz. Thurman Green werd 56 jaar.